# Orlica (roślina)
Orlica (Pteridium Gled. ex Scop.) – rodzaj paproci należących do rodziny denstediowatych Dennstaedtiaceae.

## Systematyka
Orlica Pteridium jest izolowanym, wyraźnie wyodrębniającym się rodzajem o skomplikowanej, trudnej i kontrowersyjnej taksonomii w jego obrębie.
Do przyczyn kłopotów należy fenotypowa plastyczność roślin z tego rodzaju, co oznacza istotny wpływ czynników środowiskowych na cechy diagnostyczne analizowane w opisach taksonomicznych. Między taksonami w miarę dobrze wyodrębnionymi znajduje się szereg takich, które mają cechy pośrednie. W efekcie istnieje bardzo mało cech diagnostycznych użytecznych przy wyodrębnianiu taksonów niższej rangi.
Pierwszy nowoczesny przegląd systematyczny rodzaju sporządził Tryon w 1941 roku. Analizując zestaw cech morfologicznych uznał rodzaj za monotypowy i wyodrębnił w ramach gatunku Pteridium aquilinum dwa podgatunki (aquilinum i caudatum) z 12 odmianami. Później kolejni taksonomowie wyróżniali nowe gatunki, podgatunki i odmiany, a inni je odrzucali. Obszerne opracowania systematyczne rodzaju, bazujące na analizie cech morfologicznych i biochemicznych oraz sekwencjonowania genomu chloroplastowego, opublikowane zostały w pierwszych latach XXI wieku. Analizy genomów wykazały m.in., że morfotypy w obrębie poszczególnych grup zasięgowych (odpowiadających kontynentom) są bliżej spokrewnione od podobnych fenotypowo form z innych kontynentów.
Według opracowań taksonomicznych Thomsona z pierwszej dekady XXI wieku w obrębie rodzaju wyróżnia się 4 gatunki, 2 diploidalne i 2 allotetraploidalne. Diploidalne gatunki to występujący głównie na półkuli północnej Pteridium aquilinum z 11 podgatunkami oraz P. esculentum (w ujęciu Tryona podgatunek P. aquilinum caudatum) o zasięgu głównie na półkuli południowej z 2 podgatunkami. Tetraploidy to P. caudatum ze Ameryki Środkowej i Południowej oraz P. semihastatum z południowo-wschodniej Azji i Australii. W innych ujęciach podgatunki P. aquilinum i P. esculentum podnosi się do rangi gatunków.
Synonimy taksonomiczne
Filix C. G. Ludwig, Filix-foemina Hill ex Farwell, Ornithopteris (J. G. Agardh) J. Smith
Homonimy taksonomiczne
Pteridium (Kuetzing) J. G. Agardh = Membranoptera Stackhouse, Pteridium Rafinesque = Pteris L.
Gatunek we florze Polski
- orlica pospolita (Pteridium aquilinum (L.) Kuhn)

Inne gatunki
- Pteridium esculentum (G. Forst.) Nakai
- Pteridium caudatum (L.) Maxon
- Pteridium semihastatum S.B.Andrews